# 5 000 mètres masculin aux Jeux olympiques d'été de 1928
Pour un article plus général, voir Athlétisme aux Jeux olympiques d'été de 1928.
Navigation
Paris 1924 Los Angeles 1932
L'épreuve du 5 000 mètres masculin aux Jeux olympiques de 1928 s'est déroulée les 31 juillet et 3 août 1928 au Stade olympique d'Amsterdam, aux Pays-Bas. Elle est remportée par le Finlandais Ville Ritola.

## Résultats

### Finale
| Rang               | Athlète                   | Pays            | Temps         |
| ------------------ | ------------------------- | --------------- | ------------- |
| Médaille d'or      | Ville Ritola              | Finlande        | 14 min 38 s 0 |
| Médaille d'argent  | Paavo Nurmi               | Finlande        | 14 min 40 s 0 |
| Médaille de bronze | Edvin Wide                | Suède           | 14 min 41 s 2 |
| 4                  | Leo Lermond (en)          | États-Unis      | 14 min 50 s 0 |
| 5                  | Ragnar Magnusson (en)     | Suède           | 14 min 59 s 6 |
| 6                  | Armas Kinnunen (en)       | Finlande        | 15 min 02 s 0 |
| 7                  | Staņislavs Petkēvičs (en) | Lettonie        |               |
| 8                  | Herbert Johnston (en)     | Grande-Bretagne |               |
| 9                  | Brian Oddie (en)          | Grande-Bretagne |               |
| 10                 | Macauley Smith (en)       | États-Unis      |               |
| —                  | Nils Eklöf (en)           | Suède           | DNF           |
| —                  | Eino Purje                | Finlande        | DNF           |